# Indigofera simplicifolia
Espèce
Indigofera simplicifolia est une espèce de plantes à fleurs de la famille des Fabaceae et du genre Indigofera, présente en Afrique tropicale.

## Description
C'est une plante annuelle érigée, émergeant d'une racine pivotante et atteignant entre 0,5 et 1,5 m de hauteur.

## Distribution
Elle est observée en Afrique de l'Ouest et de l'Est, jusqu'au Mozambique et à l'Angola.

## Habitat
On la rencontre dans les savanes arbustives, herbeuses et les terrains rudéraux.